# آرژولوز
آرژولوز (به فرانسوی: Argelouse) یک کمون در فرانسه است که در canton of Sore واقع شده‌است. آرژولوز ۲۲٫۷۹ کیلومتر مربع مساحت دارد ۶۱ متر بالاتر از سطح دریا واقع شده‌است.